# التحام عظمي
الالتحام العظمي أو التحام العظام (بالإنجليزية: Synostosis)‏ هو التصاق عظمَيْن ببعضهما. قد يكون الالتصاق طبيعياً كما يحدث عند سن البلوغ حيث يلتحم المشاش، ولكن قد يكون الالتصاق غير طبيعياً. عندما يكون التحام العظام غير طبيعي فإنه يكون ضرب من خلل التعظّم.
أمثلة عن التحام العظام:
- تعظم الدروز الباكر.
- التحام عظمَيْن أو أكثر غيرُ طبيعي في الجمجمة.
- التحام الكعبرة والزند.

التحام العظام في المفاصل يسبب القَسَط.

## شأن البداء
التحام الكعبرة والزند من أشيع عيوب فصل الأجزاء في الطرفًيْن العلويين.